# Paracoptops caledonica
Paracoptops caledonica är en skalbaggsart som beskrevs av Stefan von Breuning 1942. Paracoptops caledonica ingår i släktet Paracoptops och familjen långhorningar. Inga underarter finns listade i Catalogue of Life.